# Jordan Taylor
Jordan Taylor, född den 10 maj 1991 i Orlando, Florida är en amerikansk racerförare. Han är son till Wayne Taylor och bror till Ricky Taylor.